# Prionomma mindanaona
Prionomma mindanaona là một loài bọ cánh cứng trong họ Cerambycidae.